# Chrysoperla asoralis
Chrysoperla asoralis is een insect uit de familie van de gaasvliegen (Chrysopidae), die tot de orde netvleugeligen (Neuroptera) behoort. 
Chrysoperla asoralis is voor het eerst wetenschappelijk beschreven door Banks in 1915.